# マチネの終わりに
『マチネの終わりに』（マチネのおわりに）は、作家・平野啓一郎の長編小説。2015年3月から2016年1月まで毎日新聞朝刊及びnoteにて連載され、2016年4月9日に毎日新聞出版より単行本として発売された。2019年に映画版が公開された。

## あらすじ
主人公の蒔野は、若くしてクラシックギターの最前線を背負ってきた天才ギタリスト。ある日、演奏会後の友人との食事会にて、通信社でジャーナリストとして活躍する、記者の洋子と出会う。出会った時からお互いに惹かれあった蒔野と洋子だが、実は洋子には婚約者がいた。東京・ニューヨーク・パリ・バグダッドを舞台に、二人の男女の物語が繰り広げられてゆく。

## 登場人物
蒔野 聡史
クラシック・ギタリスト。1968年生まれ。独身。38歳。
1986年、18歳の時にクラシック・ギタリストとしてデビューを飾る。
彼の演奏は、"息をすることを忘れる"ような完璧なもので、演奏中は思索的な顔をする。2006年、「デビュー20周年記念」ツアーの最終公演となるサントリーホールでの公演を最後に、活動を休止。テレビなどのトーク番組にも度々出演し、爽快で社交的な一面もある。
小峰 洋子
フランス・RFP通信に所属しているジャーナリスト。1966年生まれ。40歳。
日本人とフランス人のハーフ女性である。
コンサートの打ち上げで聡史と出会い互いに惹かれ合う。

## 評価
第2回渡辺淳一文学賞受賞作。読売新聞書評では安藤宏が「瀟洒で、すがすがしい恋愛小説」と評した。2016年11月14日放送の『アメトーーク!』読書芸人の回では、又吉直樹（ピース）と若林正恭（オードリー）がおすすめ本として紹介した。

## 書誌情報

### 単行本
- 2016年04月09日発売、毎日新聞出版、ISBN 978-4-620-10819-3

### 文庫本
- 2019年06月06日発売、文春文庫（文藝春秋）、ISBN 978-4-16-791290-1[3]

## コミカライズ
2019年10月4日よりアプリ版「ebookjapan」にてホリプーの作画でコミカライズが連載された。
- 平野啓一郎（原作）・ホリプー（漫画）『マチネの終わりに』毎日新聞出版、全2巻
  1. 上巻 2019年11月2日発売、ISBN 978-4620780122
  2. 下巻 2020年4月25日発売、ISBN 978-4620780139

## オーディオブック
2018年12月25日にオーディオブック配信サービス「audiobook.jp」から配信開始。
キャスト
- 蒔野：増田隆之
- 洋子：ゆきのさつき
- 三谷：櫻庭有紗
- リチャード：杉村憲司
- フィリップ：大泊貴揮
- 是永：岡田栄美
- 武知：青木崇
- 祖父江：永田昌康
- ヘレン：神田みか
- ジャリーラ：衣川里佳
- ソリッチ：松尾一心
- 洋子の母：日野由利加
- 朗読：佐々木望

## 映画
2019年11月1日に公開。監督は西谷弘、主演は福山雅治。全国322館で公開され、2019年11月2日・3日の全国週末興行成績（興行通信社）では観客動員が9万5000人、興行収入1億2900万円を記録し、初登場3位。

### キャスト
- 蒔野聡史：福山雅治
- 小峰洋子：石田ゆり子
- リチャード新藤：伊勢谷友介[10]
- 三谷早苗：桜井ユキ[10]
- 中村奏：木南晴夏
- 小峰信子：風吹ジュン
- 是永慶子：板谷由夏
- 祖父江誠一：古谷一行[10]

### スタッフ
- 原作：平野啓一郎「マチネの終わりに」
- 監督：西谷弘
- 脚本：井上由美子
- 音楽：菅野祐悟
- クラシックギター監修：福田進一
- 製作：石原隆、畠中達郎、市川南、佐渡島庸平
- エグゼクティブプロデューサー：臼井裕詞、千葉伸大
- プロデューサー：大澤恵、稲葉尚人
- ラインプロデューサー：森賢正
- 撮影：重森豊太郎
- 照明：中村裕樹
- 美術：清水剛
- 整音：瀬川徹夫
- 録音：藤丸和徳
- 装飾：田口貴久
- 編集：山本正明
- VFX：田中貴志
- 選曲：藤村義孝
- 音響効果：大河原将
- スクリプター：松田理紗子
- 助監督：村上秀晃
- 監督助手：大庭功睦
- 制作担当：町田虎睦
- 配給：東宝
- 制作プロダクション：角川大映スタジオ
- 製作：フジテレビジョン、アミューズ、東宝、コルク

## コンサート
- 2017年1月7日（土）福田進一プロデュース ニューイヤーコンサート2017「マチネの終わりに」
- 2017年6月11日（日）京都岡崎音楽祭2017 OKAZAKI LOOPS 『マチネの終わりに』を聴く−朗読会×ギターコンサート−